# Торрес, Леандро (футболист)
Леандро Габриель Торрес (исп. Leandro Gabriel Torres; род. 4 ноября 1988[…], Лас-Эрас, Мендоса) — аргентинский футболист, полузащитник.

## Клубная карьера
Воспитанник футбольного клуба «Ньюэллс Олд Бойз» из Росарио, в основной команде которого дебютировал 5 ноября 2006 года в матче против «Индепендьенте». Сначала не имел стабильного места в основе, а в сезоне 2008 года, при тренере Фернандо Гамбоа, стал прочно появляться в стартовом составе. На следующий год, при тренере Роберто Сенсини, стал преимущественно выходить на замену, и летом 2009 года на правах аренды стал игроком клуба «Годой-Крус». В июле 2010 года перешёл в аренду в эквадорский «Эмелек», где тренером был Хорхе Сампаоли. В составе «Эмелека» выступал в Кубке Либертадорес. После ухода из клуба Сампаоли, остался в составе, но за полгода принял участие лишь в 5 матчах.
После возвращения в «Ньюэлс Олд Бойз» не имел место в основе, поэтому планировал вернуться в Эквадор, в клуб «Депортиво Куэнка», но переход не состоялся. В начале 2013 году окончательно покинул клуб из Росарио, чтобы стать игроком чилийского «Сантьяго Уондерерс», где прочно играл в основе. В 2014 году перешёл в таиландский клуб «Бурирам Юнайтед», но провёл только три матча, после чего вернулся в Чили и выступал во втором дивизионе за «Кокимбо Унидо», который покинул летом 2015 года.
В январе 2016 года прибыл на просмотр в белорусский клуб «Белшина» и вскоре подписал контракт с бобруйчанами. В июле перешёл в брестское «Динамо» и 27 июля в матче против «БАТЭ» дебютировал за новый клуб. Контракт был заключен на два года. Забил больше всего голов в сезоне (11) и по опросу болельщиков признан лучшим полузащитником сезона и лучшим игроком клуба в 2017 году.
20 января 2018 года клуб опубликовал заявление о том, что Леандро Торрес не явился на тренировку и собирается перейти в новую команду. Сам Торрес сказал в своем профиле в Instagram, что покинул Брест из-за жены и детей, которым было сложно жить в стране. 9 марта в неофициальных источниках появилось сообщение, что Торрес получил разрешение ФИФА играть за футбольный клуб Атлетико Сан-Луис (второй дивизион чемпионата Мексики). Клуб Динамо-Брест сохраняет имя Торреса в списке команды на своём сайте по настоянию одного из руководителей клуба. В составе клуба «Атлетико Сан Луис» стал победителем Ассенсо МХ сезона 2018/2019 годов. 24 июня 2019 года объявлено, что Торрес покинул клуб «Атлетико Сан Луис».
В июле 2019 года он перешел в другой мексиканский клуб - «Тампико Мадеро». В июле 2021 года стал игроком «Алебрихес де Оахака». 

## Карьера в сборной
В 2006 году провёл 3 матча за молодёжную сборную Аргентины.

## Достижения
- Обладатель Королевского кубка Кораː 2014
- Обладатель Кубка Белоруссииː 2017